# Фріольцгайм
Фріольцгайм (нім. Friolzheim) — громада в Німеччині, знаходиться в землі Баден-Вюртемберг. Підпорядковується адміністративному округу Карлсруе. Входить до складу району Енц.
Площа — 8,54 км2. Населення становить 4208 ос. (станом на 31 грудня 2020).